# Ulica Lombard (San Francisco)
Ulica Lombard je jednosmjerna i najzavojitija ulica u San Franciscu. Nalazi se u bogatoj četvrti Russion Hill u tom kalifornijskom gradu, a na potezu od 180 metara ima čak osam oštrih zavoja. Napravljena je 1922. godine na prijedlog vlasnika Carla Henryja. Zavoji su trebali smanjiti prirodni nagib ulice od 27 posto, odnosno omogućiti vozilima da se po njoj spuste. Uz to zavoji su napravljeni i kako bi zaštitili prolaznike (pješake). Po njoj svakoga sata prijeđe 250 vozila, a svim se vozačima preporučuje kretanje automobilom s 8 km/h. Tijekom prometnih gužvi potrebno je pak i 20 minuta pojedinom vozilu kako bi se na njoj spustio. Ulica Lombard je turistička atrakcija koju svake godine posjećuje oko 2 milijuna ljudi.